# Canoë-kayak aux Jeux olympiques d'été de 2020
Navigation
Rio de Janeiro 2016 Paris 2024
Les compétitions de canoë-kayak des Jeux olympiques d'été de 2020 organisés à  Tokyo (Japon) se sont déroulées du 25 au 30 juillet 2021 pour les épreuves de slalom, et du 2 au 7 août 2021 pour les épreuves de sprint.

## Organisation
Par rapport à la précédente olympiade, une parité homme-femme a conduit à supprimer certaines épreuves. En 2016, 11 épreuves étaient masculines contre seulement 5 pour les féminines.
En slalom, le canoë deux places ne figure plus au programme pour introduire l’épreuve canoë une place féminin.
Pour la course en ligne, seul le kayak une place se disputera sur deux distances (le 200 m et le 1 000 m hommes/500 m femmes). Les deux épreuves masculines de C1-200 m, K4-1 000 m sont supprimées, laissant la place à deux épreuves féminines de canoë en C1 et C2.
Les distances de kayak évoluent : chez les hommes, le K4-500 m remplace le K4-1 000 m.

### Site des compétitions
Le Sea Forest Waterway est le site qui accueille les compétitions d'aviron et de canoë-kayak pour la course en ligne. Construit pour l'occasion, les structures seront pérennisées.
Le centre de slalom en canoë de Kasai, lui aussi construit pour les Jeux, accueille les slaloms.

### Calendrier
Les compétitions sont programmées du 26 au 31 juillet pour les épreuves slalom et du 3 au 8 août pour les courses en ligne.
- Séries
- Demi-finales
- Finale

| Épreuve↓/Date → | Dim 26 | Lun 27 | Lun 27 | Mar 28 | Mar 28 | Mer 29 | Jeu 30 | Jeu 30 | Ven 31 | Ven 31 |
| --------------- | ------ | ------ | ------ | ------ | ------ | ------ | ------ | ------ | ------ | ------ |
| Hommes C1       | S      | ½      | F      |        |        |        |        |        |        |        |
| Hommes K1       |        |        |        |        |        | S      |        |        | ½      | F      |
| Femmes C1       |        |        |        |        |        | S      | ½      | F      |        |        |
| Femmes K1       | S      |        |        | ½      | F      |        |        |        |        |        |

| Épreuve↓/Date →  | Lun 3 | Lun 3 | Mar 4 | Mar 4 | Mer 5 | Mer 5 | Jeu 6 | Jeu 6 | Ven 7 | Ven 7 | Sam 8 | Sam 8 |
| ---------------- | ----- | ----- | ----- | ----- | ----- | ----- | ----- | ----- | ----- | ----- | ----- | ----- |
| Hommes C1 1000 m |       |       |       |       |       |       |       |       | S     | ¼     | ½     | F     |
| Hommes C2 1000 m | S     | ¼     | ½     | F     |       |       |       |       |       |       |       |       |
| Hommes K1 200 m  |       |       |       |       | S     | ¼     | ½     | F     |       |       |       |       |
| Hommes K1 1000 m | S     | ¼     | ½     | F     |       |       |       |       |       |       |       |       |
| Hommes K2 1000 m |       |       |       |       | S     | ¼     | ½     | F     |       |       |       |       |
| Hommes K4 500 m  |       |       |       |       |       |       |       |       | S     | ¼     | ½     | F     |
| Femmes C1 200 m  |       |       |       |       | S     | ¼     | ½     | F     |       |       |       |       |
| Femmes C2 500 m  |       |       |       |       |       |       |       |       | S     | ¼     | ½     | F     |
| Femmes K1 200 m  | S     | ¼     | ½     | F     |       |       |       |       |       |       |       |       |
| Femmes K1 500 m  |       |       |       |       | S     | ¼     | ½     | F     |       |       |       |       |
| Femmes K2 500 m  | S     | ¼     | ½     | F     |       |       |       |       | S     | ¼     | ½     | F     |
| Femmes K4 500 m  |       |       |       |       |       |       |       |       |       |       |       |       |

## Podiums

### Hommes
| Épreuve                          | Or                                                             | Or             | Argent                                                            | Argent         | Bronze                                                   | Bronze         |
| -------------------------------- | -------------------------------------------------------------- | -------------- | ----------------------------------------------------------------- | -------------- | -------------------------------------------------------- | -------------- |
| Slalom                           |                                                                |                |                                                                   |                |                                                          |                |
| C1 résultats détaillés           | Benjamin Savšek                                                | 98 s 25        | Lukáš Rohan                                                       | 101 s 96       | Sideris Tasiadis                                         | 103 s 70       |
| K1 résultats détaillés           | Jiří Prskavec                                                  | 91 s 63        | Jakub Grigar                                                      | 94 s 85        | Hannes Aigner                                            | 97 s 11        |
| Course en ligne                  |                                                                |                |                                                                   |                |                                                          |                |
| C1 - 1 000 m résultats détaillés | Isaquias Queiroz                                               | 4 min 4 s 408  | Liu Hao                                                           | 4 min 5 s 724  | Serghei Tarnovschi                                       | 4 min 6 s 069  |
| C2 - 1 000 m résultats détaillés | Cuba Serguey Torres Madrigal Fernando Jorge                    | 3 min 24 s 995 | Chine Liu Hao Zheng Pengfei                                       | 3 min 25 s 198 | Allemagne Sebastian Brendel Tim Hecker                   | 3 min 25 s 615 |
| K1 - 200 m résultats détaillés   | Sándor Tótka                                                   | 35 s 035       | Manfredi Rizza                                                    | 35 s 080       | Liam Heath                                               | 35 s 202       |
| K1 - 1 000 m résultats détaillés | Bálint Kopasz                                                  | 3 min 20 s 643 | Ádám Varga                                                        | 3 min 22 s 431 | Fernando Pimenta                                         | 3 min 22 s 478 |
| K2 - 1 000 m résultats détaillés | Australie Jean van der Westhuyzen Thomas Green                 | 3 min 15 s 280 | Allemagne Max Hoff Jacob Schopf                                   | 3 min 15 s 584 | Tchéquie Josef Dostál Radek Šlouf                        | 3 min 16 s 106 |
| K4 - 500 m résultats détaillés   | Allemagne Max Rendschmidt Ronald Rauhe Tom Liebscher Max Lemke | 1 min 22 s 219 | Espagne Saúl Craviotto Marcus Walz Carlos Arévalo Rodrigo Germade | 1 min 22 s 445 | Slovaquie Samuel Baláž Denis Myšák Erik Vlček Adam Botek | 1 min 23 s 534 |

### Femmes
| Épreuve                        | Or                                                          | Or             | Argent                                                                         | Argent         | Bronze                                                                  | Bronze         |
| ------------------------------ | ----------------------------------------------------------- | -------------- | ------------------------------------------------------------------------------ | -------------- | ----------------------------------------------------------------------- | -------------- |
| Slalom                         |                                                             |                |                                                                                |                |                                                                         |                |
| C1 résultats détaillés         | Jessica Fox                                                 | 105 s 04       | Mallory Franklin                                                               | 108 s 68       | Andrea Herzog                                                           | 111 s 13       |
| K1 résultats détaillés         | Ricarda Funk                                                | 105 s 50       | Maialen Chourraut                                                              | 106 s 62       | Jessica Fox                                                             | 106 s 73       |
| Course en ligne                |                                                             |                |                                                                                |                |                                                                         |                |
| C1 - 200 m résultats détaillés | Nevin Harrison                                              | 45 s 932       | Laurence Vincent-Lapointe                                                      | 46 s 786       | Liudmyla Luzan                                                          | 47 s 034       |
| C2 - 500 m résultats détaillés | Chine Sun Mengya Xu Shixiao                                 | 1 min 55 s 495 | Ukraine Anastasiia Chetverikova Liudmyla Luzan                                 | 1 min 57 s 499 | Canada Katie Vincent Laurence Vincent-Lapointe                          | 1 min 59 s 041 |
| K1 - 200 m résultats détaillés | Lisa Carrington                                             | 38 s 120       | María Teresa Portela                                                           | 38 s 883       | Emma Jørgensen                                                          | 38 s 901       |
| K1 - 500 m résultats détaillés | Lisa Carrington                                             | 1 min 51 s 216 | Tamara Csipes                                                                  | 1 min 51 s 855 | Emma Jørgensen                                                          | 1 min 52 s 773 |
| K2 - 500 m résultats détaillés | Nouvelle-Zélande Lisa Carrington Caitlin Ryan               | 1 min 35 s 785 | Pologne Karolina Naja Anna Puławska                                            | 1 min 36 s 753 | Hongrie Danuta Kozák Dóra Bodonyi                                       | 1 min 36 s 867 |
| K4 - 500 m résultats détaillés | Hongrie Danuta Kozák Tamara Csipes Anna Kárász Dóra Bodonyi | 1 min 35 s 463 | Biélorussie Marharyta Makhneva Nadzeya Papok Volha Khudzenka Maryna Litvinchuk | 1 min 36 s 073 | Pologne Karolina Naja Anna Puławska Justyna Iskrzycka Helena Wiśniewska | 1 min 36 s 445 |

## Tableau des médailles
| Rang  | Nation             | Or | Argent | Bronze | Total |
| ----- | ------------------ | -- | ------ | ------ | ----- |
| 1     | Hongrie            | 3  | 2      | 1      | 6     |
| 2     | Nouvelle-Zélande   | 3  | 0      | 0      | 3     |
| 3     | Allemagne          | 2  | 1      | 4      | 7     |
| 4     | Australie          | 2  | 0      | 1      | 3     |
| 5     | Chine              | 1  | 2      | 0      | 3     |
| 6     | République tchèque | 1  | 1      | 1      | 3     |
| 7     | Brésil             | 1  | 0      | 0      | 1     |
| 7     | Cuba               | 1  | 0      | 0      | 1     |
| 7     | États-Unis         | 1  | 0      | 0      | 1     |
| 7     | Slovénie           | 1  | 0      | 0      | 1     |
| 11    | Espagne            | 0  | 3      | 0      | 3     |
| 12    | Canada             | 0  | 1      | 1      | 2     |
| 12    | Grande-Bretagne    | 0  | 1      | 1      | 2     |
| 12    | Pologne            | 0  | 1      | 1      | 2     |
| 12    | Slovaquie          | 0  | 1      | 1      | 2     |
| 12    | Ukraine            | 0  | 1      | 1      | 2     |
| 17    | Biélorussie        | 0  | 1      | 0      | 1     |
| 17    | Italie             | 0  | 1      | 0      | 1     |
| 19    | Danemark           | 0  | 0      | 2      | 2     |
| 20    | Moldavie           | 0  | 0      | 1      | 1     |
| 20    | Portugal           | 0  | 0      | 1      | 1     |
| Total | Total              | 16 | 16     | 16     | 48    |